# (29837) Savage
(29837) Savage est un astéroïde de la ceinture principale.

## Description
(29837) Savage est un astéroïde de la ceinture principale. Il fut découvert le 21 mars 1999 à Prescott (Arizona) par Paul G. Comba. Il présente une orbite caractérisée par un demi-grand axe de 3,00 UA, une excentricité de 0,10 et une inclinaison de 10,4° par rapport à l'écliptique.

## Compléments